# Polyommatus arcua
Polyommatus arcua är en fjärilsart som beskrevs av Wheeler 1902. Polyommatus arcua ingår i släktet Polyommatus och familjen juvelvingar. Inga underarter finns listade i Catalogue of Life.